# Иван Тодоров – Горуня
Вижте пояснителната страница за други личности с името Иван Тодоров.
Иван Тодоров Ванкински или Иван Тодоров Иванов (в документите до 1944 г.), с псевдоним Горуня, е български партизанин (политкомисар на Партизански отряд „Гаврил Генов“), генерал и политик от Българската комунистическа партия.

## Биография
Иван Тодоров е роден на 5 януари 1916 г. в с. Горна Кремена, Врачанско. Занимава се с каменоделство. Член на РМС (1932). Активен член на БРП (к) (1939). За политическа дейност е осъден на 7,5 г. затвор по ЗЗД. За изтърпяване на присъдата е изпратен в Сливенския затвор. Успява да избяга през 1941 г.
Участва в комунистическото партизанско движение по време на Втората световна война. Първият партизанин във Врачанско (1941). Осъден задочно на смърт по ЗЗД (1943). Политкомисар на партизанския отряд „Гаврил Генов“.
След 9 септември 1944 г. е партиен ръководител във Врачанско. През следващите години придобива широка известност с бруталните си, дори за периода, методи за налагане на колективизацията по селата, които често обикаля лично, принуждавайки хората да постъпват в създаваните от режима трудови кооперативни земеделски стопанства. В някои случаи самата му поява предизвиква селски бунтове, както става в Бърдарски геран на 3 юли 1950 година и в Ставерци дни по-късно, където хората го посрещат със скандирания „Убиец!“.
Кандидат-член и член на ЦК на БКП. Заместник-министър на земеделието и председател на Комитета по водното стопанство при Министерския съвет.
Като специалист, познаващ добре проблемите на селото, той се противопоставя на създаването на АПК. Горуня смята, че тази мярка ще отчужди хората от селския труд, ще съсипе дребните стопанства и селата.
Към края на 1964 и началото на 1965 година Горуня и Цоло Кръстев организират група от висши офицери със сталинистки възгледи, която планира да замени смятания от тях за твърде либерален лидер Тодор Живков. Сред офицерите е и комендантът на София генерал-майор Цвятко Анев. Според тях ръководството на БКП извършва ревизия на марксизма-ленинизма в полза на опортюнизма и отстъпва пред американския империализъм. Като социалистически модел групата приема политиката на Китайската комунистическа партия. Има сведения, че армейски генерал Петър Панчевски – бивш министър на народната отбрана (1950 – 1958) и посланик в КНР (1958 – 1962), е подбудителят на опита за покушение и преврат от страна на Горуня, когато Тодор Живков е на посещение във Враца.
Заговорът за преврат е разкрит от контраразузнаването и в периода от 28 март до 12 април 1965 г. повечето от заговорниците са арестувани. Според официалната версия на тогавашната власт Иван Тодоров-Горуня се самоубива в 4 сутринта на 8 април 1965 година, точно преди ареста. Девет от останалите участници получават меки за времето си присъди от 8 до 15 години затвор. Други 192 души получават частични или административни наказания. Официалната власт запазва заговора в тайна.